# G. Sacco Albanese
Giuseppe Sacco Albanese, ou apenas G. Sacco Albanese (Cospicua, Malta, 1872 - ?, 1943), foi um engenheiro elétrico maltês, considerado um dos primeiros "atores" da história do cinema, ao aparecer nos três filmes da série Monkeyshines (Monkeyshines, No. 1, Monkeyshines, No. 2 e Monkeyshines, No. 3), produções experimentais dirigidas por William K.L. Dickson e William Heise.
Embora, ainda hoje, haja um debate sobre a real identidade da pessoa filmada, se Albanese ou John Ott, já que as imagens dos filmes são borradas, o IMDb considera o primeiro como o "ator" utilizado. Ambos eram colegas de trabalho no Edison Studios, existindo evidências contraditórias para cada reivindicação.

## Biografia
Sacco Albanese nasceu em Cospicua, Malta (na época colônia britânica), em 1872. Treinado como instalador elétrico, em 15 de janeiro de 1890 escreveu a Thomas Edison perguntando se haveria uma vaga no laboratório do inventor. Apesar da resposta negativa, cruzou o Atlântico rumo aos Estados Unidos e, em agosto daquele mesmo ano já estava trabalhando no laboratório de Edison, em West Orange, Nova Jersey. Nessa época, William K. L. Dickson conduzia ali seus primeiros experimentos na captura de movimento em filme de celuloide. Em muitas destas filmagens, eram utilizados membros da própria equipe do Edison Studios, incluindo Albanese.
Em 1933, Dickson escreveu sobre esses experimentos, lembrando que "um grego brilhante e ensolarado [sic], de nome Sacco Albanese, foi uma das minhas primeiras vítimas... Envolto em branco, ele foi preparado para passar por algumas travessuras estranhas". A partir destas palavras, presume-se que ele foi o objeto dos chamados experimentos "Monkeyshines", nos quais imagens eram fotografadas em filme de celulóide enrolado em um cilindro semelhante ao de um fonógrafo, uma vez que Edison estava buscando a sincronização de filmes com sua invenção de áudio. Essas imagens ainda sobrevivem, mas com tão poucos detalhes e nitidez, que não é possível discernir um rosto reconhecível da figura vista vestida de branco e agitando os braços.
Gordon Hendricks data esses experimentos para a semana de 21 a 27 de novembro de 1890. No entanto, Paul Spehr argumenta que nenhum experimento com cilindro foi conduzido neste momento, tendo sido substituído pelo trabalho em filme de tira que eventualmente levaria ao Cinetoscópio. Ele sugere que as imagens do cilindro datam de 1889, quando Dickson experimentou pela primeira vez o método do cilindro com folha de celulóide fornecida por John Carbutt. Se for esse o caso, então Sacco Albanese não poderia ser a figura nos Monkeyshines, pois ainda não havia migrado para os Estados Unidos. Charles Musser, no entanto, concorda com Hendricks de que as imagens fantasmagóricas mostrariam Albanese.
Deixou o Edison Studios em abril de 1891, passando a trabalhar como engenheiro elétrico nos Estados Unidos e Venezuela, antes de se mudar para a França, em 1896. Teve algum envolvimento na eletrificação de bondes, antes de se tornar engenheiro-chefe na Thomson-Houston Electrical Light, em Nice. Posteriormente, dirigiu seu próprio negócio de engenharia elétrica em Paris.

## Situação atual dos filmes
Existem cópias dos filmes da série Monkeyshines guardadas no Thomas Edison National Historical Park, bem como no American Film Institute, da Biblioteca do Congresso dos Estados Unidos. Além disso, o filme pode ser visto livremente na Internet uma vez que, pela data de produção, encontra-se em Domínio Público.

## Filmografia
| Ano          | Título              | Personagem | Notas |
| ------------ | ------------------- | ---------- | --- |
| 1889 ou 1890 | Monkeyshines, No. 1 | Ele mesmo  | Nos três filmes da sequência não há consenso sobre a identidade do ator, embora o IMDb considere Albanese |
| 1890         | Monkeyshines, No. 2 | Ele mesmo  | |
| 1890         | Monkeyshines, No. 3 | Ele mesmo  | |

## Ligações Externas
- G. Sacco Albanese. no IMDb.